# Epiphaniuskloster
Das Epiphaniuskloster war eine koptische Klosteranlage, die sich in der westlichen Wüste von Theben (Ägypten), befand. Es blühte vor allem im sechsten und siebenten Jahrhundert. Hier lebte und starb Pisentius von Koptos. Das Kloster wurde zu Beginn des zwanzigsten Jahrhunderts ausgegraben und erbrachte vor allem reiche Textfunde.
Die Klosteranlage lag in der Wüste in den Hügeln von Theben-West. Es bestand aus mehreren  Gebäuden, die locker innerhalb einer Mauer arrangiert waren. Zentrum der Anlage war ein Turm, der unter den Bischöfen Epiphanius und Psan erbaut worden ist. Er war ca. acht mal acht Meter groß und hatte einst drei Stockwerke. Seine Mauern waren 1 bis 1,25 m stark, so dass vermutet werden kann, dass er auch Verteidigungszwecken diente. Sein Inneres war in vier Bereiche unterteilt. Es gab ein Treppenhaus und pro Stockwerk jeweils drei angrenzende Räume.
Neben diesem Turm stand ein weiterer, kleinerer mit nur einem Raum im Inneren. Im Osten schloss sich ein Gebäude mit Hof und verschiedenen Räumen an. Im Süden ist das altägyptische Grab des Wesirs Dagi teilweise überbaut und mit in die Anlage einbezogen worden. Die Räume der in die Fels gehauenen Kapelle des Grabes sind teilweise als Mönchszellen benutzt worden. Im Norden lag ein kleiner zum Kloster gehöriger Friedhof. Hier fanden sich neun Bestattungen. Interessanterweise sind die Leichen in Leinen gewickelt worden und erwecken so den Eindruck von Mumien. Es konnte kein Kirchengebäude identifiziert werden. Eine Kirche wird auch nicht in den hier gefundenen Texten genannt, so dass die Mönche für den Gottesdienst wahrscheinlich in ein anderes Kloster oder in die nächste Kirche einer Ortschaft gingen.
Diese Anlage war von einer Mauer umgeben. Im weiteren Umfeld scheint es jedoch noch weitere Mönchszellen gegeben zu haben, die noch nicht alle untersucht sind.
In den Resten des Klosters fanden sich viele koptische und griechische Schriftstücke, meist religiösen Inhalts, wie Bibeltexte oder Heiligenlegenden, aber auch Fragmente der Ilias und Sprüche des Menander. Es fanden sich auch zahlreiche Urkunden und Briefe, die wichtige Dokumente zur Rekonstruktion des Lebens von Mönchen darstellen.